# Stefan Radoslav
Stefan Radoslav Nemanjić Dukas (1192-1234) (en serbe cyrillique : Стефан Радослав, en français : Étienne Radoslav), est roi de Serbie de 1228 à 1234, souverain serbe de la dynastie des Nemanjić. 

## Biographie
Fils aîné de Stefan Ier Nemanjić, il a pour femme, Ana, la fille de Théodore Ier Ange Doukas, despote d'Épire. Il se sent plus grec que serbe en raison de l'éducation byzantine qu'il reçoit de sa mère Eudoxie, fille de l'empereur Alexis III Ange, et on le sait grâce à sa correspondance avec son beau-père.
Radoslav, pendant son court règne, s'est reposé sur l'expérience de son oncle Saint Sava, qui l'aide dans tous les domaines ; il aurait pu régner longtemps sur la Serbie, mais en raison de sa faiblesse et de sa tolérance laxiste, il perd rapidement le trône.
En 1230, il perd le soutien de son beau-père Théodore, battu par les Bulgares de Jean II Assène à la bataille de Klokotnica. En 1233, les nobles serbes en profitent pour le renverser et Radoslav « le Byzantin » s'enfuit à Dubrovnik et Durazzo. Il devient ensuite moine sous le nom de Jean au Monastère de Studenica. Il n'a pas d'enfants avec Ana. Son plus jeune frère, Vladislav, lui succède sur le trône de Serbie.
Il est enterré au Monastère de Studenica en 1234.

### Sources
- Dusan Batkovic, "Histoire du peuple serbe", éditions L'âge d'homme  (ISBN 282511958X).
- Georges Castellan, Histoire des Balkans, XIVe – XXe siècle, éditions Fayard  (ISBN 2213605262).
- Donald M. Nicol, Les Derniers siècles de Byzance, 1261-1453, éditions les Belles Lettres  (ISBN 2251380744).